# Your Songs.2011
『Your Songs.2011』（ユア・ソングス - ）は、KATSUMIの1枚目の会場限定CD。

## 内容
ライブ会場限定で販売されている会場限定CDの1作目。
公式ファンクラブ「Hip Bird Club」会員のみ、ファンクラブ運営の通信販売にて購入することができる。
CD-R仕様となっている。

## 収録曲
特記以外　作詞・全編曲：KATSUMI
1. LOVE
作曲：石川洋
2001年3月1日よりミュージック・デリにて配信されていた曲。
2. Tonight Spend Together
作曲：都志見隆
1stオリジナル・アルバム『SHINING』収録のものを新録。
3. 見上げてごらん夜の星を
作詞：永六輔　作曲：いずみたく　
伊藤素道とリリオ・リズム・エアーズ のカバー。